# 静岡県道124号吉奈門野原線
静岡県道124号中吉奈門野原線（しずおかけんどう124ごう よしなかどのはらせん）は、静岡県伊豆市内を通る一般県道である。

## 概要

### 路線データ
- 起点：静岡県伊豆市吉奈
- 終点：静岡県伊豆市門野原（国道414号交点）
- 実延長：1,208m[1]

## 沿革
- 1960年（昭和35年）4月1日 - 認定[2]

## 地理

### 通過する自治体
- 静岡県伊豆市

### 接続する道路
- 伊豆市道（起点：伊豆市吉奈、吉奈温泉付近）
- 国道414号（下田街道）（終点：吉奈入口交差点）

### 周辺
- 吉奈温泉
- 天城山